# Najee
Najee Rasheed, dit Najee, né le 4 novembre 1957 à New York, est un musicien américain de smooth jazz, capable de jouer plusieurs instruments. Bien que le saxophone soprano soit son instrument principal, il a aussi joué de l'alto et du ténor. En plus du saxophone, Najee peut aussi jouer de la flûte, du piano et du synthétiseur basse.
Fortement influencé par Grover Washington, Jr., il est l'un des premiers initiateurs du mouvement urban jazz, un sous-genre du smooth jazz utilisant les lignes de basse et les percussions du hip-hop, qui a gagné en popularité pendant les années 1990.
Najee a collaboré avec de nombreux artistes, parmi lesquels les chanteurs quiet storm Freddie Jackson, Will Downing et Jeffrey Osborne, et les musiciens de jazz fusion Marcus Miller, Paul Jackson Jr., George Duke et Herbie Hancock.
En 1994, Najee est l'un des quatre musiciens accompagnant le bassiste Stanley Clarke sur son album Live At The Greek, aux côtés de Larry Carlton, Billy Cobham et Deron Johnson. Il a également enregistré en 1995 un album en hommage à Stevie Wonder, comprenant des reprises des chansons de son album de 1976, Songs in the Key of Life, intitulé Songs From The Key of Life. Il a également joué en tournée avec Prince ainsi que sur The Rainbow Children, l'un des albums les plus jazz de Prince.
Trois de ses albums ont atteint la 1re place des charts américains dans la catégorie « jazz contemporain » et nombre de ses albums se sont également classés dans le top 50 de ces mêmes charts dans la catégorie « RnB/hip-hop ».

## Discographie
- Najee's Theme (1986)
- Day by Day (1988)
- Tokyo Blue (1990)
- Just An Illusion (1992)
- Share My World (1994)
- Songs From The Key of Life (1995)
- Morning Tenderness (1998)
- Love Songs (2000)
- Embrace (2003)
- My Point Of View (2005)
- Rising Sun (2007)
- Mind Over Matter (2009)